# 1,1-Diphenylethylen
1,1-Diphenylethylen ist eine chemische Verbindung aus der Gruppe der aromatischen Kohlenwasserstoffe.

## Gewinnung und Darstellung
1,1-Diphenylethylen kann durch eine Grignard-Reaktion von Acetophenon mit Phenylmagnesiumbromid, gefolgt von einer säurekatalysierten Dehydratisierungsreaktion gewonnen werden.
1953 entdeckten Georg Wittig und Geissler, dass die Reaktion von Benzophenon mit Methylentriphenylphosphoran die Verbindungen 1,1-Diphenylethylen und Triphenylphosphinoxid in nahezu quantitativer Ausbeute ergibt.

## Eigenschaften
1,1-Diphenylethylen ist eine Flüssigkeit, die mischbar mit Methanol, Chloroform und Diethylether, aber praktisch unlöslich in Wasser ist.

## Verwendung
1,1-Diphenylethylen wird als Zwischenprodukt in der organischen Synthese (zum Beispiel von 2-Chlor-1,1-diphenylethen und Arzneistoffen) verwendet. Es wirkt bereits in Spuren hemmend auf die Polymerisation einiger Verbindungen wie zum Beispiel Styren.

## Externe Links zu erwähnten Verbindungen
1. ↑  Externe Identifikatoren von bzw. Datenbank-Links zu 2-Chlor-1,1-diphenylethen:  CAS-Nr.: 4541-89-3, PubChem: 521182, ChemSpider: 454616, Wikidata: Q82100443.